# عبدالرحمن دوم
عبدالرحمن بن حکم (۱۷۶–۲۳۸ ه‍.ق / ۷۹۲–۸۵۲ م) پنجمین امیر اموی امارت قرطبه بود که در سن ۳۱ سالگی، مقارن با ۲۷ ذی‌الهجه سال ۲۰۶ هجری/ ۲۲ مه ۸۲۲ میلادی، پس از پدرش، حکم بن هشام به امارت قرطبه رسید. عبدالرحمن در دورهٔ حکومت ۳۱ سالهٔ خود حوادث گوناگونی را پشت‌ سر گذاشت و اقدامات متعددی انجام داد.
وی در دورهٔ زمامداری خود، جنگ‌های متعددی را با سرزمین‌های اروپایی، بخصوص فرانک‌ها، ترتیب داد و لشکرکشی‌های فراوانی را انجام داد که به واسطهٔ آن توانست سرزمین‌هایی را به تصرف درآورده و یا به کسب غنائم و درآمدهای فراوان بپردازد و همچنین بردگان و اسرای زیادی را به خدمت بگیرد. او همچنین در سلسله عملیات‌هایی به سرکوب شورش‌های متعدد پرداخت و توانست با تحمل مشکلاتی، بر شورشیان فائق آید. از دیگر رویدادهای مهم عصر وی نیز، برخورد مسلمانان با نورمانها بود که در ابتدا به علت غافل‌گیری و ضعف در تجهیزات متحمل شکست‌هایی گشتند، اما در ادامه توانستند بر این دشمنان جدید، پیروز گردند و حتی در آینده نیز آنان را در تهاجم به مرزهای امارت قرطبه، ناکام بگذارند. رویداد مهم دیگری که قابل ذکر است، درگیری‌های مذهبی در این دوره می‌باشد که ره‌آورد فشارهای مسلمانان بر مسیحیان و تحرکات عناصر متعصب در میان مسیحیان بود که به بروز شکاف‌ها و مشکلاتی در جامعه منجر گشت و حکومت اندلس را به خود مشغول نمود. وی به اقدامات عمرانی و ساخت امارت نیز اهمیت می‌داده و در دورهٔ حکومتش به اقدامات متعددی در این زمینه مبادرت ورزیده‌است که ساخت مسجد جامع اشبیلیه و قلعه یا دیوار آن از جملهٔ این اقدامات می‌باشد. به ‌کارگیری افراد کاردان نیز از دیگر ویژگی‌های حکومت وی می‌باشد.

## نسب
نسب عبدالرحمن را اینگونه ذکر می‌نمایند: عبدالرحمن بن حکم بن هشام بن عبدالرحمن. پدر او حکم، یکی از حاکمان مقتدر اموی در اندلس بود که شورش‌های بر ضد خود را به شدت سرکوب نمود و به تقویت پایه‌های حکومت امویان در اندلس همت گماشت. پیشینیان او نیز، از حکام اموی مستقر در اندلس بودند که حکومت خود را از طریق اعمال سیاست‌های گوناگون و به خصوص با تکیه بر نیروی نظامی به دست آوردند و برای عبدالرحمن به میراث گذاشتند. ، مادر وی نیز کنیز بود که حلاوه نام داشت. پس از مرگ حکم، عبدالرحمن که فرزند ارشد وی بود؛ بر سریر حکومت تکیه زد و به مدت ۳۱ سال، با کفایت و درایت، بر اندلس و سرزمین‌های اطراف حکمرانی نمود.

## تولد، کودکی و جوانی
عبدالرحمن بن حکم در سال ۱۷۶ هجری/ ۷۹۲ میلادی در شهری موسوم به طلیطله، از کنیزکی به نام حلاوه متولد گشت. او از جمله فرزندان محبوب حکم بن هشام بود که توسط وی به جانشینی برگزیده شد. حکم نیز به تربیتش همت گماشت و به ارتقای سطح دانش و فرهنگش از طریق تعلیمات گوناگون پرداخت. عبدالرحمن نیز به واسطهٔ علاقه‌ای که نسبت به یادگیری علوم مختلف نشان می‌داد و ذهن فعال و توانایی که دارا بود، در همان دوران جوانی به کسب معلومات در زمینه‌های متعدد پرداخت که تأثیر این آموزش‌ها را می‌توان در دورهٔ حکومت وی مشاهده نمود.

## دوران حکومت

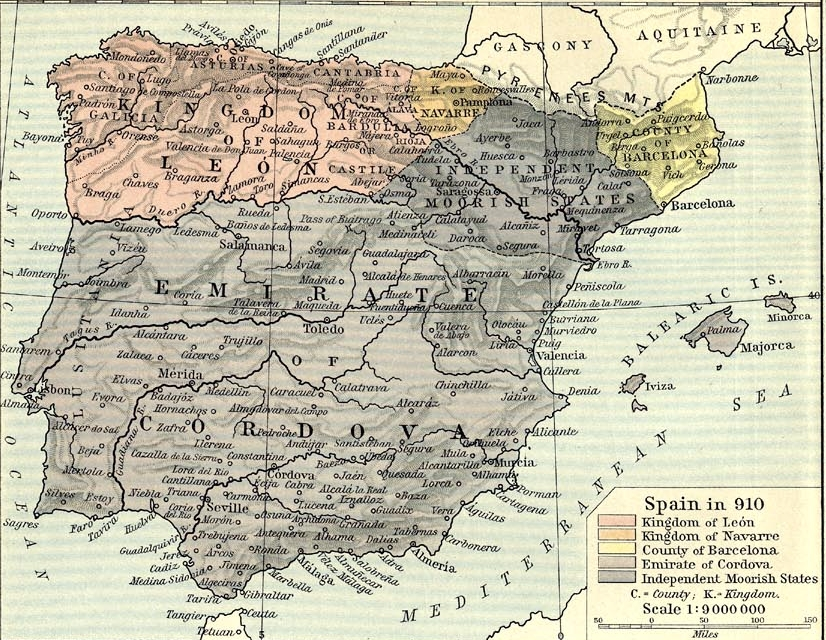
قلمرو امارت قرطبه در سال 910 میلادی

### نبردهای خارجی
- عبدالرحمن در سال ۲۰۸ هجری/ ۸۲۳ میلادی لشکری را به فرماندهی عبدالکریم بن عبدالواحد بن مغیث تدارک دید و آن را با هدف جهاد راهی البه و قلاع نمود.[۵] سردار عبدالرحمن نیز به تلافی حملات آلفونسوی دوم، شاه لئون، و تعدادی از مردمان کوهستان به مرزها و خرابی‌هایی که به بار آوردند، به قلاع و البه یورش برد و در چندین جبهه، مسیحیان را وادار به هزیمت نمود. او همچنین شهر لئون را به آتش کشید و با دریافت تعهد از بزرگان آن ناحیه مبنی بر خودداری از اقدامات خرابکارانه، به همراه اسیران و غنائم بسیار، به قرطبه مراجعت نمود.[۶]
- در سال ۲۰۹ هجری/ ۸۲۴ میلادی بنی قسی یا بنی موسی از فرمانروایان تطیله، با موافقت حکومت قرطبه، به یاری بشکنس که در مقابل حملهٔ لویی یکم، پادشاه فرانک‌ها، از مسلمانان استمداد طلبیده بودند، شتافتند و آنان را دچار شکست سختی نمودند که در جریان این جنگ سرداران نار و ابلو به اسارت درآمدند. بنابر روایت منابع، این جنگ در نواحی بنبلونه و دامنهٔ کوه‌های پیرنه رخ داد و به پیروزی مسلمانان و متحدانشان منجر گشت.[۶]
- در سال ۲۱۲ هجری/ ۸۲۷ میلادی فرانک‌ها به تحرکاتی در حدود ثغر اعلی دست زدند و حملاتی را بدانجا نمودند. به همین علت در این سال، عبدالرحمن لشکری به فرماندهی عبیدالله بن عبدالله بلنسی به شمال اعزام نمود. این لشکر به سرزمین‌های فرانک‌ها هجوم برد و به سمت فطلونیه حرکت نمود. عبیدالله در چندین جنگ آنان را دچار هزیمت نمود و تا جبرونه پیشروی نمود و پس از پراکنده‌ساختن مسیحیان در آن نواحی، بازگردید.[۷]
- عبدالرحمن در میان این جنگ‌ها، گاهی به سرکوب شورش‌هایی نیز مبادرت می‌ورزید که ذکر خواهند شد. او پس از سرکوب شورش‌ها، بار دیگر برنامهٔ جهاد را تجدید نمود و سال‌های بعدی را به ارسال لشکرهای متعدد به سرزمین‌های شمالی، مشغول گشت.[۸]
- در سال ۲۲۹ هجری/ ۸۴۳ میلادی، سرزمین اندلس با تهدید جدیدی روبرو گشت، که نورمانها بودند.[۹] آنان در این سال به سواحل لئون هجوم بردند و آنجا را مکان تاخت و تاز قرار دادند. حاکم لئون نیز لشکری را به جنگ آنان فرستاد، نورمانها را به عقب راند و کشتی‌هایشان را به آتش کشید. نورمانها به آب‌های جنوبی و غربی اندلس هجوم بردند و در طلب غنیمت و اسیر، آن مناطق را محل تاخت و تاز قرار دادند و در نخستین رویارویی‌ها، مسلمانان را به عقب راندند و سواحل اندلس را فتح کردند. در همان زمان دسته‌ای از ناوهای آنان به اشبیلیه حمله کردند و مناطق اطراف آن را نیز مورد هجوم قرار دادند. مردم این نواحی به علت عدم آمادگی نظامی و امکانات، موفق به دفع آنان نشدند و شهر اشبیلیه به تصرف نورمانها درآمد و در آن به قتل و غارت پرداختند. در اثر این رویدادها و نامه‌ای که حاکم آن ناحیه، وهب بن حزم، به عبدالرحمن نوشت و طلب یاری نمود، او نیروهای خود را با شتاب، تحت فرماندهی عبدالله بن کلیب و محمد بن رستم، به سمت اشبیلیه روانه ساخت. همچنین حاجب خود را در راس قوای قرطبه، بدان ناحیه اعزام نمود و مسلمانان را از هر نقطه برای جهاد با نورمانها فراخواند که نیروهای متحد تحت فرماندهی نصر خضی قرار گرفتند. پس از آن برای نورمانها نیز قوای کمکی رسید و میان طرفین جنگ درگرفت که در نخستین جنگ‌ها پیروزی ازآن نورمانها گشت. در بیست و پنجم صفر سال ۲۳۰ هجری میان مسلمانان و نورمانها نبرد سختی درگرفت که سرانجام مسلمانان به فرماندهی محمد بن رستم موفق به تحمیل شکست سختی بر نورمانها گشتند. در جریان این جنگ تعداد زیادی از سربازان و سرداران نورمانها کشته شدند. پس از آن، نورمانها به کشتی‌های خود رفته و به سمت جنوب حرکت نمودند و مسلمانان نیز با تعقیب آنان به آزادی اسرای خود از طریق پرداخت مال می‌پرداختند.[۱۰] نورمانها برای انتقام از مسلمانان شهرهای لبله و باجه را غارت نمودند و پس از اقامتی چند هفته‌ای در آن نواحی و وحشت آفرینی‌های متعدد، اندلس را ترک کردند. پس از این واقعه، عبدالرحمن با ارسال نامه‌هایی به اطراف پیروزی خود بر نورمانها را اعلام نمود و سرداران خود را مورد مرحمت قرار داد.[۱۱]
- مدت کوتاهی پس از شکست نورمانها، حمله به سرزمین‌های شمالی از سرگرفته شد. عبدالرحمن در تابستان، لشکری را به فرماندهی فرزندش، هشام بن عبدالرحمن و وزیرش، عیسی بن شهید، به شمال اعزام نمود. این لشکر در پامپلونا|بنبلونه به نبرد پرداخت. در تابستان سال بعد نیز لشکری به فرماندهی فرزند دیگر عبدالرحمن، محمد به سمت شمال حرکت نمود. لشکر محمد، پس از محاصرهٔ لیون و قتل و غارت بسیار در سال ۲۳۱ هجری/ ۸۴۵ میلادی، مراجعت نمود.[۱۲]
- در سال ۲۳۴ هجری/ ۸۴۸ میلادی، در پی تعرض ساکنان جزایر میورقه و منورقه به کشتی مجاهدان مسلمان، عبدالرحمن، ناوگان بزرگی را بدان ناحیه اعزام نمود که پس از وصول به آن جزایر و تصرفشان، به کشتار و اسیر نمودن ساکنان آن پرداختند. در نتیجه مردم این دو جزیره با ارسال فرستادگانی و قبول پرداخت جزیه و تعهد به عدم پیمان‌شکنی، از عبدالرحمن امان گرفتند.[۱۳]
- در سال ۲۳۷ هجری/ ۸۵۱ میلادی در شمال، میان مسلمانان و اهالی گاسکونی درگیری رخ داد زیرا آنان به سرزمین‌های مجاور ثغر اعلی تجاوز نمودند. موسی بن موسی والی تطیله مسئولیت برخورد با آنان را بر عهده گرفت و در جنگی که در جنوب بنلبونه و در نزدیکی بقیره صورت پذیرفت، نخست مسلمانان دچار شکست شدند و موسی زخم‌های متعددی برداشت اما در روز بعد نبرد را از سر بگرفت و با شجاعت و دلاوری که به خرج داد، موفق شد تا دشمن را منهزم سازد و تعداد زیادی از ایشان را به قتل رساند، که این واقعه در روایات اسلامی معروف به موقعه البیضاء می‌باشد.[۱۴]

### شورش‌ها
عبدالرحمن از آغاز حکومت خود درگیر مشکلات عدیده‌ای بود که شورش‌های داخلی یکی از آن موارد می‌باشد. از مشغله‌های وی بازپس‌گیری کنترل سرزمین‌های طلیطله بود. همچنین از دیگر منابع شورش‌های داخلی می‌توان به موالی و بربرها اشاره نمود. چنانچه در درهٔ ایبرو، خاندان بنی قسی به‌طور منظم علیه قدرت مرکزی عبدالرحمن شورش کردند.
- آغاز فرمانروایی عبدالرحمن، مصادف با شورش عموی پدر وی بود که عبدالله بلنسی نام داشت. این شخص در سال ۲۰۷ هجری استان تدمیر را اشغال نمود و اقطاع خود را طلب کرد و عده‌ای را نیز به دور خود گرد آورد. او در فکر حمله به قرطبه نیز بود اما به علت بیماری در سال ۲۰۸ هجری درگذشت. عبدالرحمن استان تدمیر را تصرف نمود و زن و فرزندان عبدالله را تحت سرپرستی خود گرفت، که بدین صورت شورشی که مدت‌ها در جریان بود خاموش گشت.[۵]
- آتش فتنه در تدمیر به علت کشته‌شدن شخصی مضری توسط فردی یمنی و درگیری دو طرف بر سر این مسئله، همچنان شعله‌ور بماند و به کشته‌شدن تعداد زیادی از طرفین درگیر انجامید. پس یحیی بن عبدالله با دریافت حکم امارت آن نواحی از عبدالرحمن، به سمت تدمیر حرکت نمود، اما در برقراری آرامش در آن قسمت‌ها ناکام ماند. رهبر یمنیان که ابوالشماخ نام داشت بر تدمیر مسلط گشت و به رقابت با حکومت قرطبه پرداخت و آمد و شد سفرا نیز در این میان بی‌تاثیر بود، تا سرانجام او و سایر بزرگان در سال ۲۱۳ هجری اعلام فرمانبرداری نمودند و امان خواستند، که بدین ترتیب سرانجام آتش فتنه خاموش گشت.[۵]
- چند روز پس از به تخت نشستن عبدالرحمن در محرم سال ۲۰۷ هجری، قیامی مردمی شکل گرفت که متشکل از اهل ذمه و غیره بود. اینان از البیره آمده بودند و از عبدالرحمن تقاضا داشتند تا باژ و ساو (به نوعی می‌توان خراج گفت) که اسقف بر آنان معین نموده بود را به آنان ببخشد، که در ادامه، مسیحیان قرطبه نیز با آنان همراه گشتند و به سمت قصر عبدالرحمن به راه افتادند. در ابتدا عبدالرحمن عده‌ای از غلامان را برای کنترل این جنبش گسیل نمود، اما پس از وقوع درگیری میان دو گروه، قسمتی از لشکر را برای سرکوبی آنان اعزام نمود، که عدهٔ زیادی را کشتند و باقی افراد نیز از معرکه گریختند.[۵]
- در سال‌های بعدی چندین شورش محلی بزرگ به مرکزیت طلیطله و مارده در قلمرو عبدالرحمن رخ داد. دو سرزمین یاد شده به علت استحکامات کوهستانی و دوری از مرکز حکومت، مکان مناسبی برای وقوع شورش محسوب می‌گشتند. بربرها تحت فرماندهی دو تن از رهبران خود به نام‌های محمود بن عبدالجبار بن راحله و سلیمان بن مرتین قیام نمودند.[۱۵] مسیحیان به آنان پیوستند و پادشاه فرانک‌ها نیز که همیشه مترصد چنین فرصت‌هایی بود به آنان قول مساعدت داد.[۷] محمود، عامل مارده را به قتل رساند و در آن نواحی به کشتار و تاراج مشغول گشت و هربار از چنگ گروه‌هایی که از سمت عبدالرحمن برای مقابله با وی می‌آمدند، گریخته و به شهر پناه می‌برد و پس از مراجعت آنان، بار دیگر به اعمال سابق خود مشغول می‌گشت. در سال ۲۱۸ هجری/ ۸۳۳ میلادی، عبدالرحمن شخصاً به جنگ با وی آمد.[۷] محمود به همراه سلیمان و یارانش از مارده خارج شدند و در دژ فرنکش مستقر شدند. سلیمان از امور کناره گرفت و محمود خود، اختیار تمام امور را به دست گرفت. او سپس به اکشونیه و پس از آن به بطلیوس رفت و در ادامه در باجه فرود آمد. مردم این دیار به مقابله با او پرداختند اما محمود به همراه خواهر خود که دارای آوازه‌ای در زیبایی و شجاعت در آن دوره بود بر آنان فائق آمد. او در باجه مستقر شد و با دشمنان که او را دربر گرفته بودند مبارزه می‌نمود تا سرانجام گروه‌های جنگجویی که یکی پس از دیگری از سمت عبدالرحمن بر وی فرود می‌آمدند، عرصه را بر او تنگ کرده و محمود با ناامیدی به همراه یاران و خواهر خود به آلفونسوی دوم که حاکم لیون بود پناه برد. آلفونسو او را گرامی داشت و در گوشه‌ای او را مکان داد اما پس از اطلاع یافتن از پشیمانی محمود و اقدام او برای درخواست بخشش از عبدالرحمن و ترس از اقدامات بعدی او، لشکری را به سمت او گسیل نمود و با وجود پایداری محمود او را از پای درآورد و خانواده و یارانش را نیز اسیر نمود. خواهر محمود نیز در تقسیم اسرا به اسقفی رسید و پس از مسیحی شدن اجباری، به همسری او درآمد و بعدها صاحب فرزندی گشت که در آینده اسقف شد.[۱۶] با پایان شورش محمود، عبدالرحمن موفق به نصب حاکمان اموی وفادار در سه پایتخت مرزی مریدا، طلیطله (تولدو) و سرقسطه (ساراگوسا) گشت.[۱]
- در سال ۲۱۴ هجری/ ۸۲۹ میلادی در طلیطله شورشی به رهبری یکی از عوام که هاشم ضراب نام داشت، رخ داد. در طلیطله عدهٔ زیادی از عوام به دور او گرد آمدند و ماجراجویان و افراد زیادی نیز به وی پیوستند. او در ابتدا، با حمله به سرزمین‌های اطراف، برای خود شهرتی کسب نمود. سپس با پیوستن عده‌ای دیگر به او، به بربرهای شنت‌بریه حمله برده و عده‌ای از آنان را به قتل رساند.[۱۷] محمد بن رستم که از سرداران و عاملان عبدالرحمن بود، از سمت او مأمور به سرکوب هاشم گشت. او چندین جنگ با هاشم نمود. سال بعد نیز عبدالرحمن، نیروی کمکی برای محمد بن رستم ارسال نمود که با یاری آنان محمد بن رستم در نزدیکی دژ سمسطا به جنگ سختی با شورشیان پرداخت که سرانجام آنان شکست یافتند و هاشم به همراه بسیاری از یارانش کشته شدند که تاریخ این رویداد را ۲۱۶ هجری/ ۸۳۱ میلادی ذکر می‌نمایند.[۱۸]
- طلیطله همچنان در آشوب به سر می‌برد و عبدالرحمن برای کنترل کامل بر آن، در سال ۲۱۹ هجری/ ۸۳۴ میلادی لشکری را به فرماندهی امیه بن حکم به آن ناحیه اعزام نمود. امیه طلیطله را محاصره نمود و برای به زانو درآوردن مردم اقدام به نابودی کشت و زرع اطراف شهر نمود اما ساکنان، همچنان به مقاومت می‌پرداختند. امیه از آنجا رفت و قسمتی از لشکر خود را تحت فرماندهی یکی از سردارانش که میسره نام داشت، مأمور محاصرهٔ آنجا نمود. مردم طلیطله برای جنگ با میسره از شهر بیرون آمدند و پس از جنگی که میان آنان درگرفت، مردم با تحمل تعداد زیادی تلفات و کشته به شهر مراجعت نمودند. در سال ۲۲۰ هجری عبدالرحمن خود به طلیطله آمد که با مقاومت شدید ساکنان آن مواجه گشت. پس لشکر خود را در قلعه رباح سکونت داد و خود به سمت مغرب حرکت نمود تا با وصول به مارده به تعقیب سیلمان مرتین، رهبر بربرها، که شورش‌های متعددی را در آن نواحی رهبری می‌کرد بپردازد. سرانجام عبدالرحمن او را محاصره نمود اما ، سلیمان از اسب افتاد و مرد و با مرگ وی، شورشیان پراکنده گشتند و آتش شورش خاموش گشت.[۱۹] در سال بعد، عبدالرحمن لشکری را به فرماندهی ولید بن حکم به طلیطله فرستاد؛ ولید شهر را محاصره نمود و با ادامهٔ محاصره و تنگ کردن حلقهٔ محاصره، ساکنان را به تنگ آورد. سرانجام ولید به شهر حمله نمود و با تخریب باروها و عملیات نظامی و همچنین چندین علل که در این امر مؤثر بودند، در سال ۲۲۲ هجری/ ۸۳۷ میلادی طلیطله را فتح نمود.[۲۰]
- عبدالرحمن در سال ۲۲۵ هجری/ ۸۴۰ میلادی و ۲۲۷ هجری/ ۸۴۲ میلادی در راس لشکر صائفه به سمت شمال حرکت نمود. موسی بن موسی بن قسی، عامل تطیله، طغیان کرده بود و با عقد پیمان دوستی با امیر ناوار که گارسیا نام داشت به جنگ با لشکر امیر قرطبه می‌پرداخت و در اطراف دست به تاراج و کشتار می‌زد. عبدالرحمن نیز به ناوار لشکرکشی نمود و تا پامپلونا|بنبلونه را طی کرد و در آنجا اقدام به تاراج و تخریب نمود و عدهٔ کثیری را به اسارت درآورد.[۸] در سال بعد، عبدالرحمن به همراه پسران خود، محمد و مطرف به سمت شمال لشکرکشی نمود. او پس از محاصره و تصرف تطیله به سرزمین بشکنس لشکرکشی نمود. در آنجا با سپاه عظیم گارسیا و موسی بن موسی روبرو گشت و پس از وقوع نبرد، شکست سنگینی بر آنان وارد آورد که به سبب آن، عدهٔ زیادی از لشکر گارسیا و موسی کشته شدند و خودشان نیز مجروح گشتند. عبدالرحمن سپس به پامپلونا|بنبلونه لشکر کشید و آنجا را هدف تاراج و کشتار قرار داد و شهر را نیز ویران نمود به‌طوری که سرانجام بشکنس مجبور به درخواست مصالحه و امان شدند. عبدالرحمن نیز پیروزمندانه، در حالی که حکومت خود را در آن نواحی استوار نموده بود، به قرطبه بازگشت. این واقعه در سال ۲۲۸ هجری/ ۸۴۲ میلادی اتفاق افتاد.[۲۱]
- در سال ۲۳۳ هجری/ ۸۴۷ میلادی موسی بن موسی بن قسی عهدشکنی کرده و بار دیگر اقدام به شورش نمود. او در اطراف تطیله، طرسونه و برجه، آشوب‌هایی را ایجاد کرد و برادرش فرتون انیکیز نیز به یاری‌اش شتافت. عبدالرحمن نیز لشکر صائفه را تحت فرماندهی عباس بن ولید، به جنگ با وی گسیل داشت. عباس در همهٔ مکان‌ها او را تحت فشار قرار داد تا سرانجام دگربار، موسی بن موسی به همراه برادرش، ابراز فرمانبری و صلح نمود و پسر خود اسماعیل را نیز برای ضمانت و به عنوان گروگان فرستاد. عبدالرحمن نیز فرمانبرداری او را قبول نمود و وی را در امارتش ابقاء کرد.[۱۳]

### درگیری‌های مذهبی
بنابر روایت منابع، یکی از زخم‌های کهنه که در دورهٔ عبدالرحمن دوم سر باز کرد و موجب مشکلات عدیده‌ای برای حکومت قرطبه و جامعهٔ آن دوران گردید، طغیان احساسات دینی مسیحیان و برخورد متقابل مسلمانان با آنان بود که موجب درگیری‌های مذهبی میان پیروان این دو دین گشت و حتی چاره‌جویی‌های بزرگان دو طرف، در جهت حل این بحران، تا حدود زیادی بی‌تاثیر ماند. بنابر روایت، مسلمانان پس از ورود به اندلس و فتح نقاط متعدد آن، در مواجهه با جامعهٔ مسیحی آن دوران، همزیستی مسالمت‌آمیز را انتخاب نمودند و در کنار آنان با صلح و آرامش، به زندگی پرداختند. حاکمان مسلمان نیز از خدمات و تجربیات مسیحیان در دستگاه حکومت خود بهره بردند و آنان را به خدمت گرفتند. مسیحیان، در مناصب متعدد حکومتی مسلمانان نفوذ کردند و توانستند به مشاغل مختلفی دست یابند و حتی در امور نظامی نیز راه پیدا نموده و به عنوان سرباز یا افسر، در لشکر مسلمانان به خدمت پرداختند. عده‌ای دیگر از مسیحیان نیز در سایهٔ حکومت اسلامی به تجارت و بازرگانی مشغول بودند و گذران زندگی می‌کردند. اما در مقابل این عده، گروه دیگری از مسیحیان بودند که نسبت به مالکان جدید سرزمین خود، احساس کینه و بیزاری داشتند و با آنان به مخالفت‌های آشکار و نهان می‌پرداختند و از هرگونه همکاری با مسلمانان خودداری نموده و حتی به ایجاد شورش‌های دینی و اجتماعی نیز کمک می‌نمودند. این عده، از مسیحیانی که به مسلمانان یاری می‌رساندند و در خدمت آنان بودند، تبری می‌جستند و نسبت به آنان نیز بغض داشتند. البته عده‌ای از مسیحیان که به اسلام گرویده و به اصطلاح، مرتد شده بودند، مورد تنفر اکثر مسیحیان بودند. بنابر سخنان یکی از مورخان اروپایی، مسلمانان در ابتدا به علت نیازی که به توانایی‌ها و ظرفیت‌های مسیحیان برای ادارهٰ امور احساس می‌نمودند به جذب آنان و به‌کارگیریشان در دستگاه حکومت پرداختند و با جامعهٔ مسیحی با تسامح برخورد کردند اما پس از کسب قدرت و استواری پایه‌های حکومتشان، به ظلم و سخت‌گیری در حق مسیحیان پرداختند و با دریافت مالیاتها و وجوهات با عناوین مختلف، آنان را تحت فشار قرار می‌دادند و آنان را از حقوق اجتماعیشان محروم می‌نمودند. ، اشراف عرب در مواجهه با مسیحیان، رفتار معتدل و ملایمی در پیش گرفتند و آنان را به کارهای مختلف گماشتند اما عامهٔ مردم مسلمان که از پیروزی‌های خود سرمست بودند به توهین به مسیحیان و بزرگان آنان می‌پرداختند و اشراف نیز در جلوگیری از این حرکت ناتوان بودند که در نتیجه، آتش کینه در سینهٔ مسیحیان شعله‌ور می‌گشت که یکی از دلایل بروز اختلافات جدی میان مسلمانان و مسیحیان بود. یکی دیگر از دلایلی که بحران موجود را تشدید می‌کرد، نفوذ مسلمانان و فرهنگشان در جامعهٔ مسیحی و علاقه‌مندی جوانان به تعلیماتشان بود. قسمتی از جامعهٔ مسیحی، به خصوص طبقهٔ جوان آن، مبهوت شکوه و عظمت حاکمان اسلامی بودند که در مقایسه با بزرگان دینی مسیحیت از اقتدار بیشتری برخوردار بودند. جوانان مسیحی به فراگیری زبان عربی می‌پرداختند و با علاقه به دنبال مطالعهٔ کتب تألیف شده توسط مسلمانان بودند و فرهنگ آنان را دنبال می‌کردند که این امر موجب نگرانی و کینهٔ بزرگان و حاکمان مسیحی می‌گشت. همچنین دخالت حاکمان مسلمان در انتخاب مقامات کلیسا بر دشمنی و کینهٔ مسیحیان می‌افزود و موجب ملتهب شدن اوضاع می‌گشت. سرانجام مجموعهٔ این عوامل در دورهٔ عبدالرحمن موجب پیدایش درگیری‌ها و اختلافات شدیدی گشت. در این دوره، مسیحیان متعصب به چند روش به رویارویی با فرهنگ و جامعهٔ مسلمانان پرداختند. آنان در قدم اول به مسیحیانی که به همکاری با مسلمانان می‌پرداختند نسبت خائن و مزدور می‌دادند و از هرگونه ارتباط با آنان خودداری می‌نمودند. در ادامه به اعمال شدیدتر اقدام می‌کردند که نوعی اقدام شهادت‌طلبانه در نزد آنان محسوب می‌گشت و کشتگان دارای تقدس و احترام در میان آنان می‌شدند. این اقدام نیز شامل اهانت به دین اسلام و تمسخر پیامبر آن بود که این افراد در معابر و مجالس عمومی و خصوصی به انجام آن مبادرت می‌ورزیدند و حتی با وجود مجازات مرگ که برای این کار در نزد مسلمانان تعیین گشته بود از انجام این عمل ابایی نداشتند و به نوعی فداکاری و ازخودگذشتگی به زعم خود در راه دین اقدام می‌کردند. ، پرچمداران این حرکت‌های اعتراضی و اقدامات شدید نیز کشیشان و روحانیان مذهب مسیح بودند که با ورود مذهب جدید به به سرزمین اندلس و برقراری حکومت اسلامی، از نفوذ و قدرتشان کاسته شده‌بود در نتیجه به تحریک مردم و جامعه بر ضد مسلمانان می‌پرداختند و خود پیشگام حرکت‌های اعتراضی بودند و حتی دست به اقدامات شهادت‌طلبانه می‌زدند و با توهین به پیامبر اسلام در مکان‌های عمومی، با اطمینان و اصرار به استقبال چوبهٔ دار می‌رفتند. در برابر این گروه از مسیحیان، عده‌ای دیگر که به میانه‌روی و رفتاری معتدل مشهور بودند به اقدامات متقابل مبادرت ورزیدند. عده‌ای از همین مسیحیان برای سرکوب شورش‌های دینی یا مشکلاتی که در ایالات گریبانگیر حاکمان اسلامی می‌گشت به عنوان نیروی نظامی به یاری آنان می‌شتافتند و به نکوهش همکیشان متعصب خود می‌پرداختند و حتی در برابر آنان موضع می‌گرفتند. عبدالرحمن برای حل این مشکل بزرگ، شورایی از بزرگان مسیحی تشکیل داد و در آن پیامدهای اقدامات شدید و خشن عناصر تندرو را یادآوری نمود و برخورد مسلمانان را گوشزد کرد. در پایان این جلسه، بزرگان مسیحی، در طی بیانیه‌ای اینگونه اقدامات از سمت مسیحیان متعصب را محکوم کردند و جامعهٔ مسیحیت را از آن بازداشتند و بر اساس آن، کسانی که از این امر نافرمانی می‌نمودند، بازداشت می‌شدند اما عناصر و گروه‌های خاص به همراه رهبران همفکر خود توجهی به این احکام ننمودند و به اقدامات خود ادامه دادند و در این راه افراد زیادی از آنان محکوم به مرگ گردیدند که اولوخیو که از روحانیان مذهبی بود تنها یک نمونه از سرنوشت این افراد می‌باشد. اقدام عبدالرحمن در این زمینه نتوانست تأثیر چندانی داشته باشد و به مشکلات موجود خاتمه دهد اما مقداری از شدت آن کاست و تا حدودی آرامش را به جامعه بازگرداند.

## مرگ عبدالرحمن
عبدالرحمن دوم سرانجام پس از ۳۱ سال حکومت بر قرطبه و سرزمین‌های اطراف در سن ۶۲ سالگی و در تاریخ سوم ربیع‌الثانی ۲۳۸ هجری/ ۲۳ سپتامبر ۸۵۲ میلادی درگذشت و پس از او، فرزندش، محمد بن عبدالرحمن به حکومت رسید. نقش انگشتر عبدالرحمن بدین صورت بوده‌است: عبدالرحمن بقضی‌الله راض.

## منش و شخصیت عبدالرحمن
عبدالرحمن دوم، مردی با چهره‌ای تیره و قدی بلند بود. دارای چهره‌ای جذاب و باوقار بوده‌است. در میان بینی‌اش برآمدگی وجود داشته‌است و چشمانش سیاه و درشت بوده‌است. او از چهره‌ای زیبا و ریشی دراز برخوردار بوده‌است. وی همچنین علاقهٔ زیادی به مطالعه و جمع‌آوری کتب نشان می‌داد و در راه کسب دانش و فراگیری علوم مختلف، دارای شوق و استعداد فراوانی بود و در بسیاری از علوم دستی داشت. عبدالرحمن مردی ادیب و علم‌دوست بود و در عین حال کاتبی توانا به‌شمار می‌رفت و علاوه بر آن در فقه و شریعت نیز دارای معلوماتی بود و در کنار آن شعر نیز می‌گفت. او به نجوم و ستاره‌شناسی علاقه داشت و اینگونه آثار را دنبال می‌کرد. از استادان وی در این راه، به عباس بن فرناس، عبیدالله بن شمر و عبدالواحد بن اسحاق ضبی اشاره نموده‌اند.

## فرهنگ و هنر در دوره عبدالرحمن
در دورهٔ او، شعرا و دانشمندان در سرزمین‌های اسلامی با آرامش خیال به فعالیت می‌پرداختند و تعدادی از مشاهیر نیز در دربار وی به خدمت مشغول بودند. او همچنین به شعر و موسیقی علاقه وافری داشت و اینگونه افراد در قصر او حضور داشتند و لازم است ذکر شود که علاقهٔ او به این امر و هزینه‌هایی که در این راه صرف نمود به اعتلای موسیقی و غنا در سرزمین اندلس در آن زمان، کمک شایانی نمود و دورهٔ عبدالرحمن را از دوره‌های درخشان در این حوزه قرار داد. در عهد او از شاعران، ادیبان و دانشمندان برای حضور در این سرزمین دعوت به عمل می‌آمد و رنج عزیمتشان با مبلغی هنگفت جبران می‌شد چنان‌که حتی بغداد نیز ریاضیدانان، علمای هیئت، هنرمندان و رقصندگان خویش را به قرطبه گسیل می‌داشت و در کنار این موارد سیل کتاب‌هایی که حاوی جریان فکری هنری بودند نیز وارد قرطبه شده و بر روی مردمان مغرب زمین تأثیر می‌گذاشتند. از جمله کسانی که به عنوان شاعر و موسیقیدان در دربار وی حضور داشتند می‌توان به این افراد اشاره نمود: ابوالحسن علی بن نافع زریاب، عباس بن ناصح الجزیری، عبدالله بن شمر بن نمیر و عبیدالله بن قرلمان بن بدر. از دیگر نکاتی که دربارهٔ او ذکر می‌کنند این است که کنیزانی را با دقت و سلیقه از اقوام مختلف، به دور خود جمع کرده بود و به آنان علاقه داشت. کنیزان، غلامان و خواجگان در حکومت وی دارای نفوذ فراوانی بودند به خصوص یکی از آنان که طروب نام داشت و سوگلی عبدالرحمن بود که به همراه ناصر در اواخر عمر عبدالرحمن از قدرت و نفوذ فوق‌العاده‌ای برخوردار گشت. او از کنیزان متعدد خود دارای فرزندان دختر و پسر زیادی بود که اسامی آنان در بعضی از کتب به صورت کامل بیان گشته‌است. همچنین عبدالرحمن به نزدیکان خود به شدت علاقه داشته و محبت می‌ورزید و کسانی که از خاندان او به حکومتش پناهنده می‌گشتند را با آغوش باز پذیرا می‌شد و به آنان بخشش‌های فراوان می‌نمود که می‌توان به مراجعهٔ عده‌ای از خاندان بنی‌مروان بدو اشاره کرد. عبدالرحمن دوم را به ظن قوی اولین حاکم واقعاً مسلمان شبه جزیره می‌دانند که زیر فشار و نفوذ مالکیان و فقیهانشان به حکومت پرداخت، اما به‌طور کامل از اقداماتش در تأیید و تشویق ادبیات و علوم دست نشست، چرا که در عصر او مدنیت عربی اسلامی همچون نماد پیشرفت و غنای معنوی بود. او بنیان‌گذار نهضت عربی‌مآبی و در نتیجه گرویدن بسیاری از مردم حاضر در جو فرهنگ آریانسیم به دین اسلام بود چرا که در آن دوران آریانیسم در آن سرزمین رونق و نفوذ زیادی داشت.

## شیوهٔ حکمرانی

### برقراری تشریفات
عبدالرحمن به علت دارا بودن پدری مانند حکم بن هشام، که به دلاوری و اراده مشهور بود، احساس بزرگی می‌نمود و خود را از عامهٔ مردم جدا می‌نمود و همچنین علاقهٔ فراوانی به تجملات و تشریفات نشان می‌داد که در نتیجهٔ آن سلسله آداب و رسومات خاصی بر دربار او حاکم گردید و دارای شکوه و منزلتی در اندلس گشت که نظر عوام و خواص را به خود جلب نمود. اقدامات عبدالرحمن در زمینهٔ توسعهٔ تشریفات و حاکم نمودن آن بر تمام حکومتش، موجب پیدایش نظمی خاص بر روابط میان او و دیگران و همچنین مناسبات میان کارگزاران وی شد به‌طوری که هر گروه از کارکنان حکومت و وزرا دارای سلسله تشریفات و روابط معین و مکان‌هایی خاص برای برقراری جلسات و انجام امور خود بودند. لازم است ذکر شود که این تصمیمات و تشریفات بر روابط میان دربار و کسبه و مشاغل نیز تأثیر گذاشت و به نوعی تعامل و پاسخگویی میان آنان منجر گشت.

### انتصابات
عبدالرحمن در انتخاب وزیران و کارگزاران خود، دقت خاصی به خرج می‌داد و به انتخاب افراد کاردان و لایق می‌پرداخت و بنابر ذکر منابع، خدمتگزاران و صاحب‌منصبان دربار او، از مردان بزرگ و لایق آن دوره بودند که در قصر عبدالرحمن گرد آمده بودند و او از وجود آنان بهره‌مند می‌گشت. لازم است ذکر شود که بعضی از آنان، از خدمتگزاران پدر او بودند که به واسطهٔ وصیت حکم یا لیاقت و شایستگی ذاتی خویش، توانستند به دربار عبدالرحمن راه یابند و به خدمت بپردازند.

#### وزیران
برخی از بزرگترین و مشهورترین مردان آن روزگار که به عنوان وزیر، در خدمت عبدالرحمن بودند بدین شرح می‌باشند: حاجب عبدالکریم، سردار عیسی بن شهید، یوسف بن بخت، هاشم بن عبدالعزیز، عبدالرحمن بن رستم، حسن بن عبدالغافر بن ابی عبده، محمد بن سیلم، محمد بن عبدالسلام بن بسیل و عبدالواحد بن یزید اسکندرانی، عبدالله بن امیه بن یزید و عبدالله بن رستم. ، این چند تن، از بزرگان عصر بودند که در دربار عبدالرحمن گرد آمده بودند اما از میان ایشان، دو تن، دارای مقامی عالیتر و شخصیت والاتری بودند و در دولت عبدالرحمن دارای بیشترین نفوذ و تأثیر بودند. یکی از آنان حاجب عبدالکریم بن عبدالواحد بن مغیث بود که در دورهٔ حکم نیز منصب وزارت را در اختیار داشت. او، علاوه بر قدرتی که در ادارهٔ امور دارا بود، از بزرگترین سرداران جنگی عبدالرحمن نیز بوده‌است. او در زمان تصدی وزارت، چندین بار به نبرد با دشمنان شتافت و هربار با پیروزی بازگشت. پس از مرگ او در سال ۲۰۹ هجری/ ۸۲۴ میلادی، سفیان بن عبد ربه که از بربرها بود، متصدی مقام او شد. دیگر شخصیت بزرگ دربار عبدالرحمن نیز عیسی بن شهید بود که او نیز از خدمتگزاران حکم بن هشام، پدر عبدالرحمن بود و حکم وصیت کرده بود که عبدالرحمن وزارت خود را به عیسی دهد. عبدالرحمن پس از رسیدن به منصب حکومت، وزارت خویش را به عیسی بخشید و نظارت بر مظالم را نیز بر عهدهٔ او قرار داد و همچنین اجازه صدور احکام بر رعیت را نیز بدو بخشید و پس از سفیان، مقام حاجبی را نیز در اختیارش قرار داد. از عیسی نیز به نیکی یاد می‌نمایند و صفاتی مانند بردباری و معرفت را در وصف وی به کار می‌برند. نصرالخصی که مسئولیت امور قصر را بر عهده داشت و از خواجگان و خدمتگزاران دربار عبدالرحمن بود، تلاشی وافری را در جهت تضعیف و عزل عیسی از مقامش مبذول می‌داشت.

#### دبیران
همچنین در روایات از چند تن از دبیران عبدالرحمن یاد شده و بر توانایی آنان و قابلیتشان تأکید شده‌است که اسامی آنان بدین شرح می‌باشد: حاجب عبدالکریم، عبدالله بن محمد بن امیه بن ابی حوثره و محمد بن ابی سلیمان زجالی که آخرین شخص یعنی محمد، در این کار توانا بود و او را به سبب حافظهٔ نیرومندش اصمعی می‌خواندند و فرزندانش پس از او، از دبیران نام‌آور عصر خود گشتند. یکی دیگر از دبیران توانمند عبدالرحمن نیز اسقف گومز بن انطونیا، عامل اهل ذمه بود که در این کار دارای قدرت بود و عهده‌دار وظایف بزرگ از سمت عبدالرحمن گشته بود و پس از او نیز به خدمت فرزندش، محمد بن عبدالرحمن درآمد.

#### فقیهان
در روزگار عبدالرحمن عده‌ای از فقها نیز در اندلس گردآمده بودند و به منظور کسب علم به مشرق سفر کردند که اسامی آنان بدین شرح می‌باشد: محمد بن یوسف بن مطروح، محمد بن حارث، عبدالاعلی بن وهب، بقی بن مخلد، محمد بن وضاح، یحیی بن ابراهیم بن مدین، عیسی بن دینار و یحیی بن یحیی. بعضی از این افراد در دورهٔ حکم بن هشام نیز به خدمت پرداخته بودند. از میان اینان، چند تن دارای قدرت و نفوذ ویژه‌ای بودند که عبدالاعلی بن وهب، یحیی بن یحیی و عبدالملک بن حبیب از آن جمله‌اند. یحیی بن یحیی شیخ قرطبه و ار بربرها بود و به قبیلهٔ مصامده تعلق داشت. در مشرق، نزد چندین تن به کسب علم پرداخت و پس از عیسی بن دینار مسئول امور فتواها گشت و تا زمان وفاتش در سال ۲۳۲ هجری، در این مقام باقی بماند. او شخصیت مورد علاقهٔ عبدالرحمن بود و عبدالرحمن با دریافت مشاوره از او به انجام امور و حل مسائل می‌پرداخت. شخصیتی که پس از او، همپایه‌اش در علم و مقام محسوب می‌گشت عبدالملک بن حبیب بود. این شخص نیز از مشاوران برجستهٔ عبدالرحمن بود و در علوم مختلف دارای مهارت بود و در زمینه‌های متعدد به تألیف کتب، پرداخته بود. همکاری و مشروعیتی که توسط این طبقه فراهم شد، در جهت حفظ قدرت در پایتخت ضروری بود.

#### قاضیان
در زمان عبدالرحمن، عده‌ای نیز در مقام قضا، به خدمت مشغول بودند که نام آنان بدین شکل است: سعید بن محمد بن بشیر، محمد بن شراحیل معافری، ابوعمر بن بشیر، فرج بن کنانه شذونی، یحیی بن معمرلاهانی اشبیلی، اسوار بن عقبه جیانی، احمد بن زیاد، یخامر بن عثمان جیانی، معاذ بن عثمان و سعید بن سلیمان غاففی بلوطی. عده‌ای از این افراد در دورهٔ حکم بن هاشم نیز در همین مناصب حضور داشتند و در دوران حکومت عبدالرحمن به کار خود ادامه دادند. تعدادی از اشخاص این فهرست به علت اقدامات عمرانی خویش در تاریخ مشهورند و بعضی از آنان نیز به دلایلی استعفا کرده یا از قدرت برکنار شده‌اند.

#### خزانه‌داران

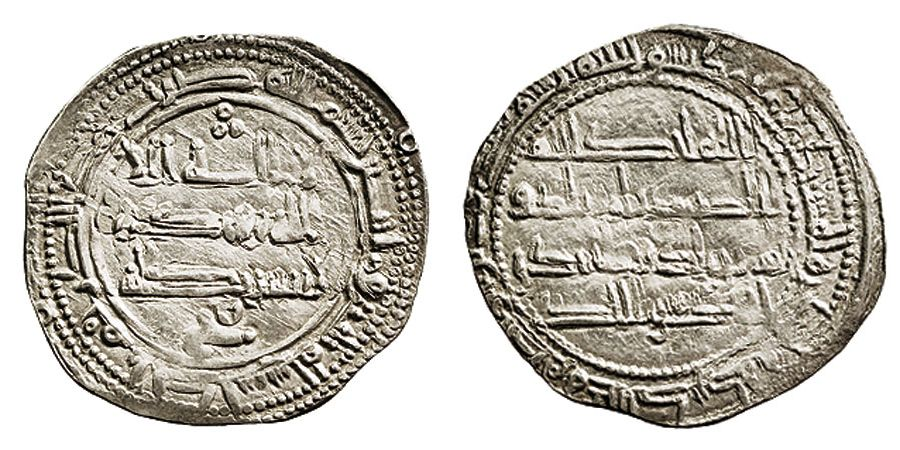
مسکوکات دوران عبدالرحمن دوم

علاوه بر مناصب و اشخاصی که ذکر گردیدند، در روایات نام‌هایی را ذکر نموده‌اند که منصب خزانه‌داری عبدالرحمن را بر عهده داشتند و در نگهداری بیت‌المال بسیار دقیق بوده‌اند و با دقت و حساسیت به وظایف خود عمل می‌نموده‌اند و حتی بعضی مواقع از اجابت درخواست‌ها و دستورها عبدالرحمن در جهت بخشش هدایایی که برای بعضی از اشخاص در نظر می‌گرفت و به نظر آنان معقول و صحیح نبود، خودداری می‌کردند که البته موجب خوشحالی عبدالرحمن از امانت‌داری و عملکرد صحیح آنان می‌گشت. فهرست این نام‌ها بدین صورت می‌باشد: موسی بن جدیر، ابن بسیل، طاهر بن ابی هارون، مهران بن عبدربه و سفیان بن عبدربه.

#### پرده‌داران
همچنین در روایات از اشخاصی نام برده شده که سمت پرده‌داری را که در آن دوران از مناصب مهم بوده را بر عهده داشتند و اکثر آنان از افراد مورد علاقه و وثوق عبدالرحمن بوده‌اند و معمولاً تا زمان وفاتشان به عنوان عهده‌دار این سمت باقی می‌ماندند. لازم است ذکر شود که در بین اشخاصی که عهده‌دار این منصب بوده‌اند با نام‌هایی روبرو می‌شویم که به عنوان وزیر یا خزانه‌دار نیز در خدمت عبدالرحمن بوده‌اند. اسامی این اشخاص بدین صورت می‌باشد: عبدالکریم بن عبدالواحد بن مغیث، مهران بن عبدربه، عبدالرحمن بن غانم، عبدالرحمن بن رستم و عیسی بن شهید.

### اقدامات عمرانی
عبدالرحمن به سبب علاقه‌ای که به امور عمرانی و برپایی بناها و امارات داشت به ساخت آنان همت گماشت و کارهای عمرانی متعددی را به پایان برد. علاوه بر علاقهٔ وی به اینگونه امور، حملهٔ نورمانها و خرابی‌ها و خسارات ناشی از آن، بازسازی استحکامات دفاعی و بناهای مخروبه را طلب می‌کرد. عبدالرحمن، مسجد جامع اشبیلیه را بنا نمود و همچنین در مسجد جامع قرطبه، دو رواق جدید با معاونت غلام خود نصر، احداث نمود. همچنین، عبدالرحمن به برپایی چندین مسجد در قرطبه همت گماشت. علاوه بر آن پس از مشورت با وزیران خود، به بازسازی دیوارهای اشبیلیه پرداخت و عبدالله بن سنان را مأمور انجام این کار نمود که او پس از سفر حج بدان مشغول گشت و آن را به پایان برد. عبدالرحمن همچنین برای تقویت نیروی نظامی خود و افزایش توان دفاعی در برابر نورمانها، به ساخت کارگاه کشتی‌سازی در اشبیلیه مشغول گشت که محصول آن کشتی‌های عظیم برای لشکر او بود که توانست به افزایش قدرت وی در دریاها بینجامد. در کنار آن، پس از سال ۸۴۴ م، تعدادی پایگاه نگهبانی در جهت محافظت در برابر راهزنان دریایی شمال اروپا تأسیس گردید که نمایانگر اقتدار و کارایی حکومت بود. او همچنین برای قصر خود امارت، ایوان‌ها و بالکن‌هایی احداث نمود و جادهٔ سنگفرش شده‌ای را نیز ساخت و حتی از کوه‌های اطراف برای قصر خود کانال آب شیرین کشید. علاوه بر آن به ساخت بستانسرا و باغ‌هایی در سراسر قرطبه همت گماشت.

### سایر اقدامات
او همچنین در دورهٔ حکومت خود، عده‌ای از موالی و صقالبه را به خدمت گرفت و از آنان در امر محافظت از قصر و مکان‌های حکومتی بهره جست که اکثر این افراد عجم بودند و با زبان عربی آشنایی نداشتند اما در امور نظامی و دفاعی مورد استفاده قرار می‌گرفتند. همچنین در دورهٔ او نظام مستقل و جدیدی برای ضرب سکه تشکیل گردید. علاوه بر آن، در دورهٔ حکومت عبدالرحمن به علت آسایش و آرامشی که در نتیجهٔ تلاش‌های او در سرزمین‌های تحت سلطه‌اش برقرار گشته بود، کشاورزی و صنعت و تجارت رونق گرفت و کالاهای فاخر و زینتی به اندلس وارد گشت و ثروت انبوه حاصل از جمع‌آوری مالیات‌ها که در سایهٔ آرامش حاکم، افزون نیز گشته بود، به خزانه سرازیر گشت که به واسطهٔ آن، عبدالرحمن قادر به ساخت بناها و امارات زیادی گشت و لشکرهای متعدد برای جنگ‌های خارجی و سرکوب شورش‌ها، تشکیل داده و روانه نمود. مشهور است که سوارکاری اندلسی در دورهٔ او به اوج خود رسید و بعدها فنون آن، مورد تقلید مسیحیان قرون وسطی قرار گرفت.

### روابط خارجی
در زمان حکومت عبدالرحمن دوم، بر اقتدار امویان اندلس افزوده شد و آوازه‌شان از اندلس نیز فراتر رفت به‌طوری که امپراتور روم برای مقابله با عباسیان که دشمن مشترک میان روم و اندلس محسوب می‌گشتند به رایزنی با عبدالرحمن پرداخت و میان آنان، سفرا به آمد و شد می‌پرداختند تا به اتحاد محکمی بر ضد عباسیان نائل آیند. همچنین پس از شکست نورمانها، میان عبدالرحمن و آنان سفرایی به آمد و شد پرداختند تا بتوانند به توافقی به منظور صلحی پایدار دست پیدا کنند که هدایت اکثر هیئت‌های سیاسی عبدالرحمن برای ارتباط با حکومت‌های دیگر بر عهدهٔ یحیی‌الغزال بود. در عصر عبدالرحمن دوم، آندلس از ثروت هنگفتی برخوردار شد که حاصل تجارت با سرزمین‌های دوردست تا سند و حتی چین بود. علاوه بر آن، با خاور نزدیک مناسبات تجاری پر رونقی برقرار شده‌بود و امیر نیز به تشویق آن می‌پرداخت زیرا او با این منطقه روابط فکری و معنوی گسترده‌ای برقرار کرده‌بود.